# Csíkos sügér
A csíkos sügér vagy csíkos fűrészessügér (Morone saxatilis) a sugarasúszójú halak (Actinopterygii) osztályának sügéralakúak (Perciformes) rendjébe, ezen belül a Moronidae családjába tartozó faj.
Fontos gazdasági jelentőséggel bíró hal. A tengerek partmenti vizeinek lakója, csak íváskor úszik fel a folyókba. Kifejlett korukban 120 centiméter hosszt és 35 kg-os tömeget érnek el, a legnagyobb ismert példány 200 centiméteres és 57 kg-os volt. A hátúszóján 9-11 tüske és 10-13 sugár van, míg a farok alatti úszóján 3 tüske és 7-13 sugár látható.

## Előfordulása
Őshonos Észak-Amerikában az Atlanti-óceán partvonala mentén egészen a Szent Lőrinc-folyóig és jelen van a Mexikói-öbölben. Anadrom faj ezért az édesvízbe vándorol ívni. Népszerű a horgászok és fogyasztói körében, ezért világszerte tenyésztik.

### Hibridjei
Magyarországon a halgazdáságok foglalkoznak az úgynevezett hibrid csíkos sügér nevelésével. Ezt a tenyészhalat a Morone nemzetség két fajának, a csíkos sügérnek és a fehér sügérnek (Morone chrysops) a keresztezéséből hozták létre. Az Amerikai Egyesült Államokban az 1980-as évek végétől kezdve sikeresen tenyésztik, mert könnyen és gazdaságosan értékesíthető termék. Jelentős termelő országai még Izrael és Olaszország.

## Életmódja
A csíkos sügér életkorától függően egymástól igen különböző élőhelyeken jelenik meg. Ez egyfajta életkor-függő alkalmazkodás, az életciklusok változása eltérő igényeket támaszt. Ebben elsődleges szerepet játszik a vízhőmérséklet, mivel életfunkcióik úgy működnek a leghatékonyabban, ha a számukra az adott pillanatban legmegfelelőbb hőmérsékletű vizet keresik fel. Mivel a faj adott életkorú egyedei mindig ugyanabban a víztérben találhatók, nagy valószínűséggel az életkor függvényében változik (csökken) a hőmérséklet-igényük.
A lárvakorban (1 hónapos kor előtt) legfeljebb 20 °C, de inkább ennél is alacsonyabb hőmérsékletet igényelnek. A fiatal egyedek 24-29 °C-os hőmérsékleten érzik jól magukat, de e tartomány alsó felén, 24-26 °C hőmérsékleten növekednek a leggyorsabban. A felnőtt példányok a 22 °C körüli hőmérsékleteket keresik.

## Szaporodása
A hímek kétéves koruktól ivarérettek, testhosszuk ekkor 0,3-0,35 méter, tömegük 0,3-0,6 kg. A nőstények 4-5 évesen ikráznak először, a későbbiekben nem minden évben, de több alkalommal ismételhetik az átlag 10 éves élettartamuk alatt. Első ikrázáskor 0,45-0,55 méter hosszúak és tömegük 1,5–2 kg. Egy alkalommal nagyjából egymillió ikrát bocsátanak ki. Az ikrák lebegnek a tengervízben, a lárvák 3-4 nap alatt kelnek ki, a víz hőmérsékletétől függően. A planktonikus, lárvaszerű fiatalok egy hónap alatt alakulnak önállóan úszó hallá, 2-3 éves korukig a folyótorkolatok közelében, vagy egyéb félsós brakkvizekben élnek. Egész életét képes édesvízben leélni, de felnőtt korában mégis a tengerbe vándorol.

## Galéria
|  |  |  |

### Internetes leírások a csíkos sügérről
- Rock Morone saxatilis (Walbaum, 1792). BioLib.cz. [2016. március 4-i dátummal az eredetiből archiválva]. (Hozzáférés: 2011. december 8.)
- A taxon adatlapja az ITIS adatbázisában. Integrated Taxonomic Information System. (Hozzáférés: 2011. december 8.)
- Morone saxatilis (Walbaum, 1792) (angol nyelven). WoRMS. (Hozzáférés: 2010. december 8.)
- Morone saxatilis striped bass (angol nyelven). Encyclopedia of Life. (Hozzáférés: 2011. december 8.)
- Morone saxatilis (Walbaum, 1792) (angol nyelven). uBio. (Hozzáférés: 2011. december 8.)
- Morone saxatilis (Walbaum, 1792) (angol nyelven). UNEP-WCMC Species Database. (Hozzáférés: 2011. december 8.)[halott link]